# 聖ニコラウスのお祭り
『聖ニコラウスのお祭り』（せいニコラウスのおまつり、蘭: Het Sint-Nicolaasfeest、英: The Feast of Saint Nicholas）は、オランダ黄金時代の画家ヤン・ステーンが1665–1668年頃、キャンバス上に油彩で制作した縦82センチ、横70.5の絵画である。ヤン・ステーンの乱雑な様式で描かれている本作は、聖ニコラウス、またはシンタクラースのお祭りとして祝われる12月5日の夜の家庭を描いたものである。作品は、アムステルダム国立美術館の「栄誉の間」に展示されている。

## ヤン・ステーンと同時代の画家たち
ヤン・ステーンは17世紀オランダの風俗画家である。アルベルト・カイプやヤーコプ・ファン・ロイスダールなどの風景画を含め当時のオランダの絵画は素朴な親しみやすさがあり、それは家庭の情景を描いた風俗画にも現れている。フェルメールとヤン・ステーンの絵画は、日々の家庭の情景の中に同じ安楽の感覚を濃やかに表現している。オランダの経済が繁栄するにつれ、富裕な商人からなる中流階級が増加し、新たな絵画の顧客となると、当時のオランダ人の生活を直接垣間見せる家庭の情景を表した新しい絵画が人気となった。一方、伝統的な宗教的、歴史的主題は人気がなくなっていった。

## オランダ黄金時代の絵画
ヤン・ステーンは、美術史の大きな枠組みではバロック時代の画家である。オランダのバロック絵画は、理想的な美しさや華麗な壮大さを持たなかったという点で、他の国のバロック絵画とは異なっている。代わりに、オランダの様式は非常な細部とリアリズムに焦点を当てており、それは隣接するフランドルの輝かしいバロック絵画とも異なっている。
光の表現：オランダの画家たちは究極のリアリズムを目指す過程で、光を描くことに習熟した。特に、光が様々な表面に反映する様の描写に没頭した。
家庭的な細部：15世紀における油彩画の発展により、絵画において非常な細部を表すことが可能になった。『聖ニコラウスのお祭り』のようなオランダの風俗画は、それぞれの風俗的場面を非常にリアルに表すための細部への関心を例示している。たとえば、本作前景にあるパン籠は、編み藁、様々なクラッカー、ナッツだけでなく、それらが不注意さのために床に落ちてしまっている様まで表現している。籠には、つやつやした表面があるパンと、パンにつけられるそれぞれの種子があり、細部表現だけでなく、ステーンが様々な表面上での光の描写に尽力していることを例示している。

## 作品

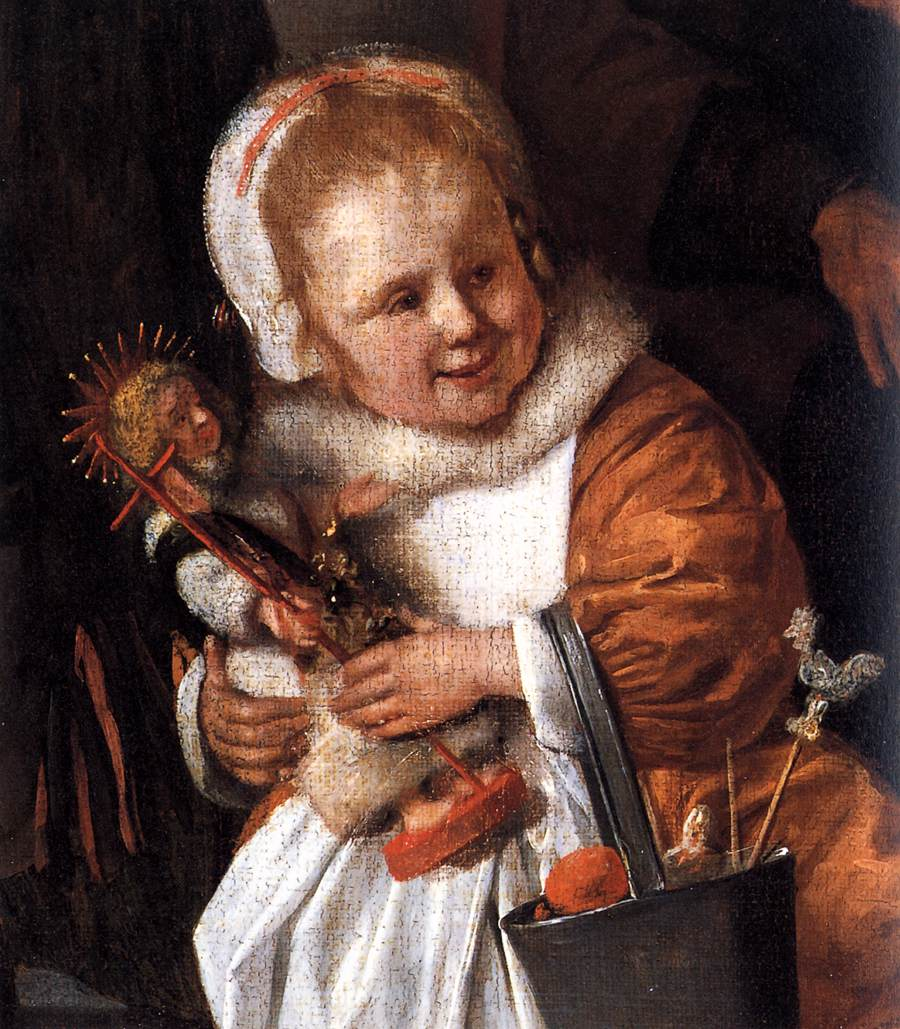
人形を抱いている一番年少の少女

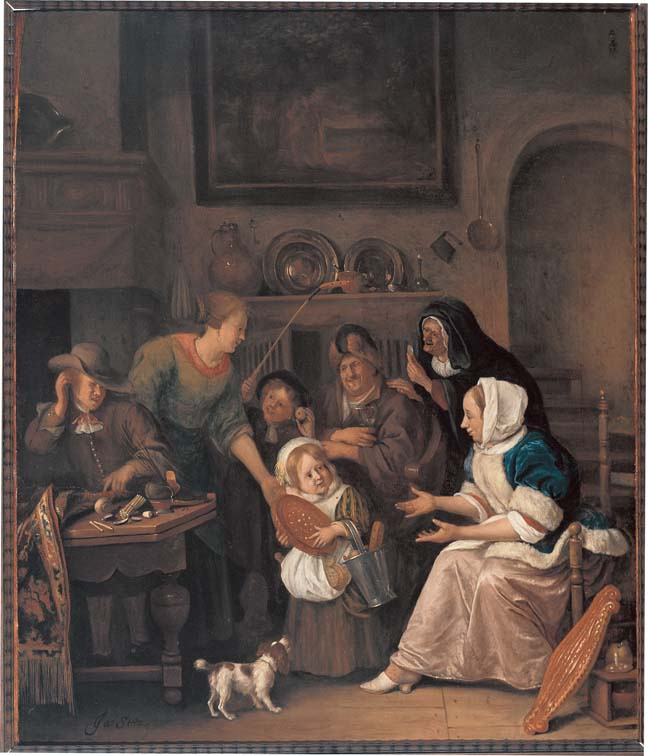
ヤン・ステーンの『聖ニコラウスのお祭り』には2点のヴァージョンがある。これらの作品の一番知られている複製 (現在、アムステルダム国立美術館所蔵) は、カトリック教徒のために制作されたが、その画中の中央の少女は聖人の衣装を着た人形をもらっている。プロテスタント教徒のためのこのヴァージョンでは、少女は丸いジンジャーブレッドをもらっている (聖カタリナ修道院博物館蔵、ユトレヒト)。

生来の語り手であるヤン・ステーンは、本作に聖ニコラウスのお祭りのすべての要素を描き入れている。何世紀もの間ずっと祝われてきたこのお祭りの日に、行儀のよい子供は聖ニコラウスからプレゼントをもらう。絵画の中心となっているのは、家族の一番年少の少女である。金色の身なりの子供で、実際、金色のスモックを身に着け、金髪の髪の毛が見える。彼女は一年間ずっと行儀よく振る舞ったので、聖ニコラウスが褒美として彼女の靴に人形や他のプレゼントをいっぱい入れ、彼女はその靴をバケツに入れて運んでいる。人形は、洗礼者聖ヨハネを表しており、ラクダの毛のシャツに見えるものを身に着け、長い十字架を持っているが、ラクダの毛のシャツも十字架もヨハネの象徴である。ヨハネはてんかんの守護聖人であり、少女が人形を抱いているのは、小児のてんかんを患っていることを示唆しているのかもしれない。
彼女は、左に立っていて、めそめそ泣いている兄とは非常に対照的である。明らかに、彼はいらずらばかりしていたので、背後にいる姉が持っている彼の靴にはプレゼントがなく、鞭が入っているだけである。もう1人の兄弟は笑って、彼を見ている。しかし、まだ彼には希望がある。カーテンによってはっきりとは見えないが、背後には彼の祖母が隠れていて、彼を呼んでいるように見える。たぶん、彼女は厚いカーテンの後ろに彼にあげるプレゼントを隠し持っているようである。 背景には、少年が幼い子を抱いて、聖ニコラウスがプレゼントを持ってきた煙突を指さしている。もう1人の兄弟はもらったプレゼントを喜び、もう楽しい感謝の歌を歌っている。
画面下右側には、もう1つの人気のある絵画の主題が表わされている。蜂蜜入りケーキ、ジンジャーブレッド、ワッフル、ナッツ、リンゴなど様々なクリスマスのお菓子の入った籠は、実際には画中の小さな静物画である。クリスマスの時期の特別なご馳走のさらなる例が前景の左側に見える。リンゴと硬貨は、友人にリンゴと硬貨のプレゼントをあげる古くからの伝統を参照したものである。また、ダイフェカテル (duivekater) と呼ばれるダイヤモンドの形をした特別なケーキはがテーブルに立てかけてあり、聖ニコラウスのお祭りを象徴している。ステーンの別の絵画『レイデンのパン屋』にも、このお菓子が登場している。
煙突の側にいる子供は、カトリックとプロテスタントの争いの象徴である、聖ニコラウスを象ったジンジャーブレッドマンを持っている。現在でも、12月5日頃の楽しみとして食べられるお菓子は、カトリックの聖人崇拝の例として見られ、プロテスタントの権威筋からは容認されなかった。17世紀には、そのような聖人 (とりわけ聖ニコラウス) を象ったパンを焼くことは禁止された。1655年、ユトレヒト市では、そうしたパン、またはケーキを禁止する発令が出された。

## ステーンの遺産
同時代のフェルメールの絵画と違い、ステーンが意図的にこの家庭の情景を支配する乱雑さと不完全さを描こうとしたことは、当時の社会に対する風刺である。この絵画と彼のリアリズムの感覚で、ステーンは社会でまかり通っている不正と問題を顕わにしている。ステーンは、絵画を微妙な風刺と批判の媒体とすべく、『当世風結婚』(ロンドン・ナショナル・ギャラリー) を描いたウィリアム・ホガースのような後の画家たちにつながる道を用意したのである。